# Bursuceni
Bursuceni è un comune della Moldavia situato nel distretto di Sîngerei di 1.540 abitanti al censimento del 2004

## Località
Il comune è formato dall'insieme delle seguenti località (popolazione 2004):
- Bursuceni (1.107 abitanti)
- Slobozia-Măgura (433 abitanti)